# Bokšić (żupania vukowarsko-srijemska)
Bokšić – wieś w Chorwacji, w żupanii vukowarsko-srijemskiej, w gminie Tompojevci. W 2011 roku liczyła 126 mieszkańców.